# Медаль гёзов

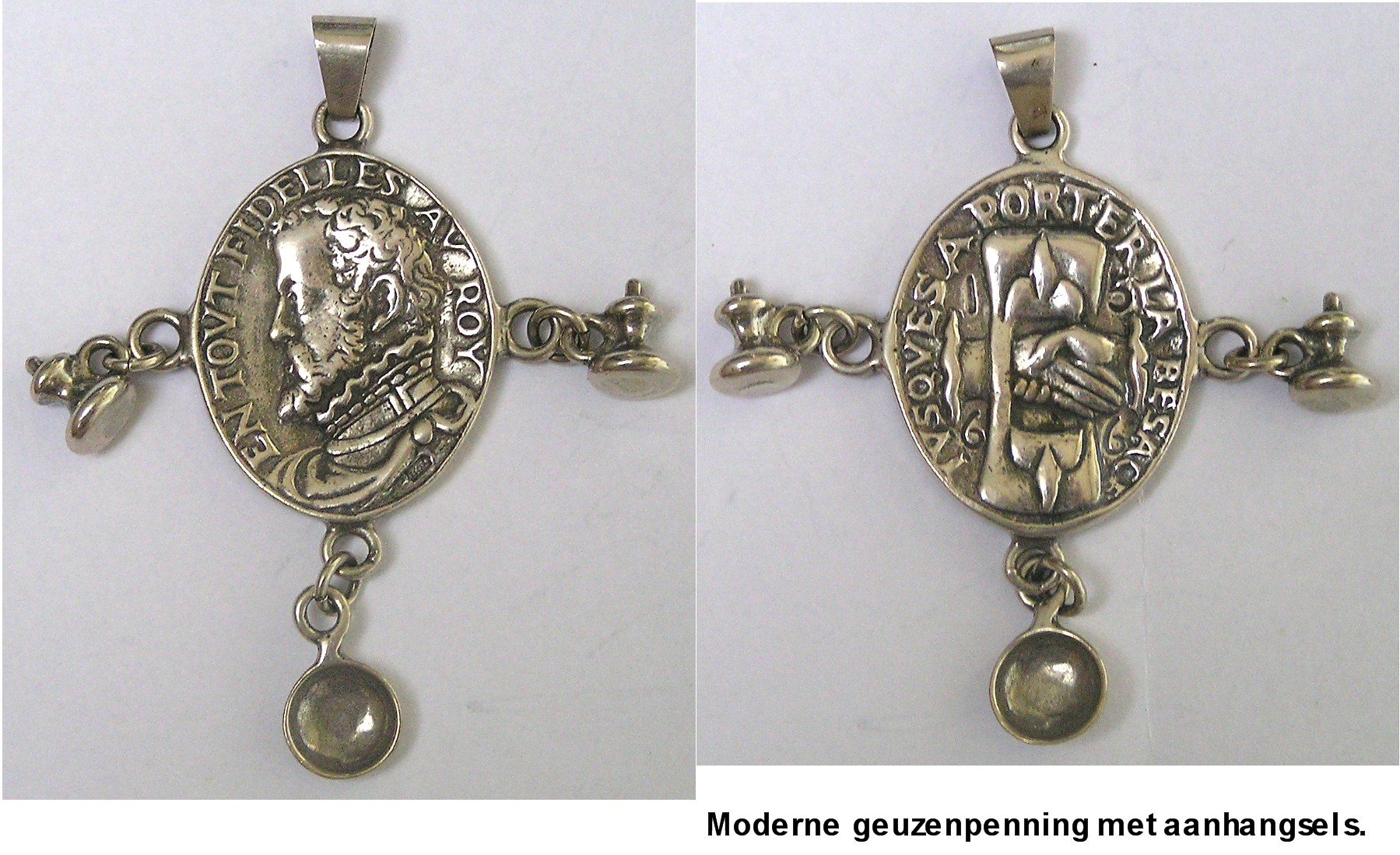
Серебряная медаль гёзов. Создана в 1566 году фламандским художником Джонгелинк, Жак

Серебряная «Медаль гёзов» (нидерл. Geuzenpenning) — голландская награда, которая с 1987 каждый год в голландском городе Влардинген вручается людям или организациям, которые отличились в борьбе за демократию и против диктатуры, расизма и дискриминации.
Награда вручается фондом Geuzenverzet 1940—1945 («Сопротивление гёзов 1940—1945»). Фонд берёт своё название от гёзов, которые боролись в 16 веке против испанского владычества над Нидерландами. Во время Второй мировой войны группа сопротивления «Гёзы» действовала в окрестностях Влардингена, Масслёйса и Роттердама. Пятнадцать из них 13 марта 1941 года немцы расстреляли в Waalsdorpervlakte в общине Вассенар вместе с тремя лидерами Февральской забастовки в Амстердаме. После войны оставшиеся в живых члены сопротивления создали фонд, чтобы сохранить имена своих погибших товарищей и живые идеалы гёзов, для продвижения демократии в Нидерландах и для поддержки борьбы по всему миру со всеми формами диктатуры, дискриминации и расизма.

## Лауреаты
«Медалью гёзов» награждены:
- 2021 — Малгожата Герсдорф, польский юрист, бывший первый председатель Верховного суда Польши
- 2020 — ACPRA[англ.], правозащитная организация из Саудовской Аравии
- 2019 — Алехандро Солалинде[англ.], мексиканский правозащитник и священник
- 2018 — Girls Not Brides[англ.], организация по борьбе с детскими браками
- 2017 — Алиса Нком[англ.] и Мишель Тоге[англ.], камерунские юристы и ЛГБТ-активисты
- 2016 — Migrant Offshore Aid Station[англ.], мальтийская организация по помощи мигрантам
- 2015 — Free Press Unlimited[нидерл.], нидерландская организация по помощи СМИ
- 2014 — Томас Хаммарберг, шведский правозащитник[3]
- 2013 — Радхия Насрауи, туниский правозащитник[1][4]
- 2012 — Григорий Шведов — российский правозащитник и журналист, главный редактор «Кавказского Узла»[5][6][7][8]
- 2011 — Сима Самар, правозащитник в Афганистане, и Вооружённые силы Нидерландов[9][10]
- 2010 — угандский политик-миротворец Бетти Бигомбе[англ.][11][12][13]
- 2009 — палестинская правозащитная организация «Аль-Хак»[англ.] и израильская правозащитная организация «Бецелем»[14][15][16]
- 2008 — Мартти Ахтисаари, бывший президент Финляндии, миротворец в международных конфликтах и гражданских войнах
- 2007 — Human Rights Watch, американская правозащитная организация
- 2006 — Хайтам аль-Мале[англ.], сирийский правозащитник[17][18]
- 2005 — Ричард Гир, актёр, председатель правления правозащитной организации в Тибете International Campaign for Tibet[англ.][19][20][21][22]
- 2004 — Ингрид Бетанкур, колумбийский политик. Награду получила её мать, потому что Ингрид была похищена повстанческой группировкой FARC[23].
- 2003 — швейцарская международная организация Defence for Children International[англ.], занимающаяся правами детей
- 2002 — Асма Джахангир, пакистанский юрист, отстаивающая права женщин
- 2001 — венгерская международная организация «Европейский центр по правам цыган» и голландская организация за права синти Landelijke Sinti Organisatie[нидерл.]
- 2000 — Наташа Кандич, сербский правозащитник, и правозащитник Ветон Суррои из Косово
- 1999 — İnsan Hakları Derneği[англ.], турецкая правозащитная организация
- 1998 — Вера Чирва из африканской страны Малави, Ноэл Пирсон[англ.] из Австралии, Мухтар Пакпахана[нидерл.] из Индонезии, Розалина Туюк Веласкес из Гватемалы, российский правозащитник Сергей Ковалёв.
- 1997 — аргентинская организация «Матери площади Мая»[24]
- 1996 — китайский правозащитник Гарри Ву
- 1995 — Вацлав Гавел, бывший президент Чехии[25]
- 1994 — голландское отделение международной организации «Врачи без границ»
- 1993 — Макс ван дер Стул, Верховный комиссар по делам национальных меньшинств Организации по безопасности и сотрудничеству в Европе (ОБСЕ), бывший представитель Нидерландов при ООН, руководитель комиссии ООН по соблюдению прав человека в Ираке[26]
- 1992 — голландский «Фонд Анны Франк»[нидерл.]
- 1991 — Бернард Ийцердраат[англ.], боец голландского подполья во Второй мировой войне, награждён посмертно (расстрелян в 1941), и Ласло Тёкеш, румынский священник, активный участник Румынской революции 1989 года[27].
- 1990 — Рихард фон Вайцзеккер, президент Германии
- 1989 — голландский фонд Stichting Februari 1941[нидерл.]
- 1988 — королева Нидерландов Вильгельмина, награждена посмертно
- 1987 — голландское отделение организации Amnesty International